# Grypoceramerus acutus
Grypoceramerus acutus är en kvalsterart som beskrevs av Suzuki och Aoki 1970. Grypoceramerus acutus ingår i släktet Grypoceramerus och familjen Spinozetidae. Inga underarter finns listade i Catalogue of Life.